# Britse Rijk

Vlag van het Britse Rijk (1707-1800)

Het Britse Rijk was het grootste imperium aller tijden. Het Rijk omvatte op zijn hoogtepunt, kort na de Eerste Wereldoorlog, een bevolking van 458 miljoen mensen, een kwart van de toenmalige wereldbevolking. Met zijn bijna 31 miljoen km² strekte het zich uit over ongeveer een kwart van het landoppervlak. Aan het hoofd van het Britse Rijk stond de monarch van het Verenigd Koninkrijk.
Het Britse Rijk werd samengevoegd tijdens 300 jaar uitbreiding door middel van handel, kolonisatie en annexatie. Het Rijk omvatte gebieden op elk continent en in elke oceaan. Tussen 1890 en 1910 bereikte het zijn hoogtepunt qua macht, en rond 1921 qua oppervlakte.
Het Rijk vergemakkelijkte de verspreiding van Britse technologie, handel, regeringsvormen en de Engelse taal in de wereld. Imperialistische overheersing hielp de Britse economische groei, en maakte van het land de invloedrijkste natie ter wereld. In het moederland werd ondertussen de parlementaire democratische structuur verder ontwikkeld.
De overheerste kolonies kregen het Engels als taal en een Brits bestuursapparaat opgelegd. Tijdens de dekolonisatie probeerde het Verenigd Koninkrijk van deze landen democratieën te maken, met wisselend succes. Bijna alle vroegere Britse kolonies hebben zich nadien aangesloten bij het Britse Gemenebest, de organisatie die de culturele erfenis van het Rijk beheert.
Het Britse koloniale beleid werd bepaald door Britse handelsbelangen. Terwijl sommige landen hun eigen economie uitbouwden, dienden andere gebieden enkel om grondstoffen op te brengen. Het Rijk werd bijeengehouden door een handige politiek volgens de aloude principes van het verdelen en heersen, gecombineerd met het afhankelijk houden van de koloniale economieën van investeringen en materialen uit het moederland. Deze strategieën zorgden echter voor interculturele conflicten (in Ierland, India, Zimbabwe, Soedan, Oeganda, Irak, Guyana, Fiji, ...) en economische problemen die nog altijd voelbaar zijn.

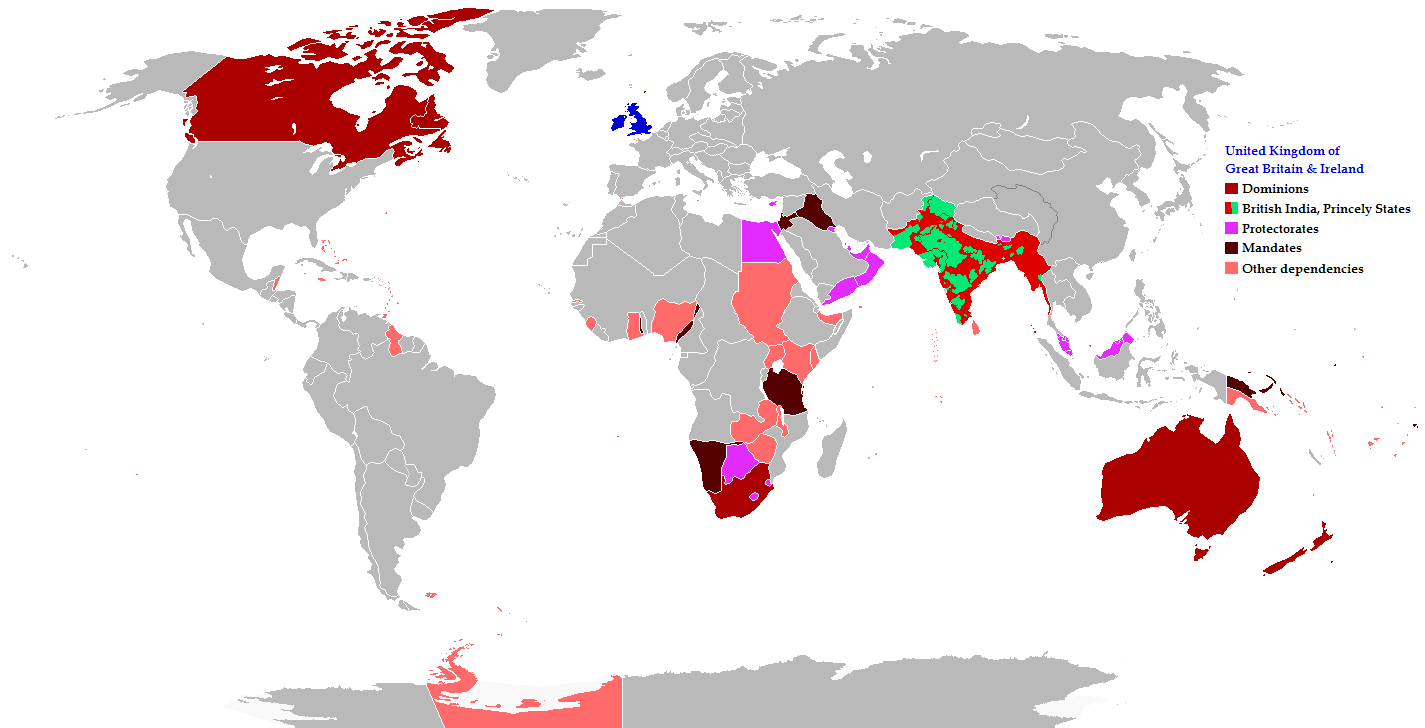
Het Britse Rijk in 1921

Animatie die de groei en het verval van het Britse Rijk laat zien

## Ontstaan van het Verenigd Koninkrijk

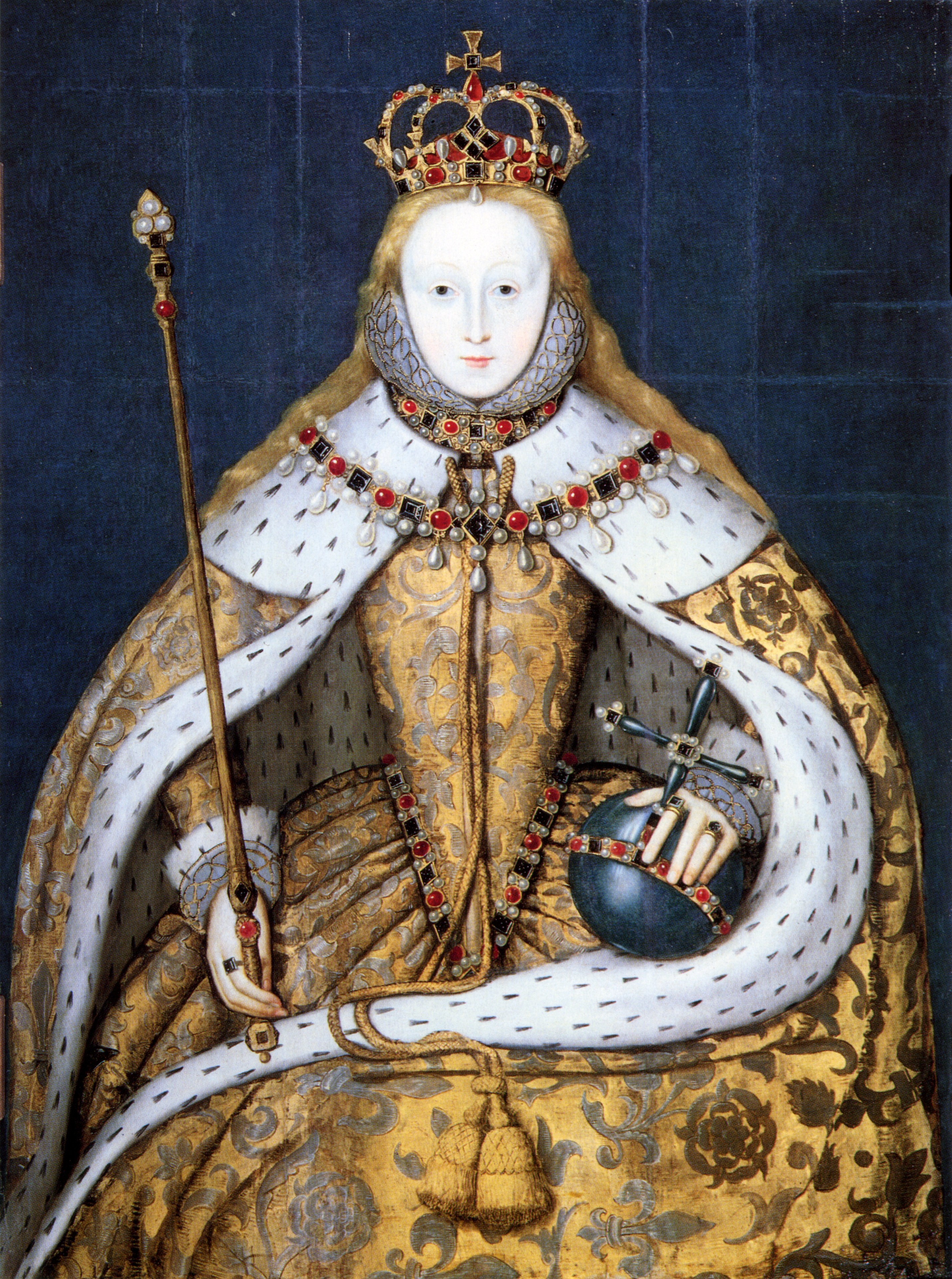
Koningin Elizabeth I, gekroond in 1558

De middeleeuwen kenmerkten het begin van de Engelse politieke uitbreiding op de Britse eilanden. De Normandische invasie van Ierland (1169-1175) leidde tot de stichting van de Heerlijkheid Ierland in 1171, daarna de verovering van Wales in (1282). Een Engelse triomf in Schotland in 1296 werd ongedaan gemaakt tijdens de Slag om Bannockburn in 1314. In 1603 kwam er een personele unie tussen de koninkrijken Engeland en Schotland. In 1707 ontstond het Koninkrijk Groot-Brittannië, tussen 1714 en 1837 zou dat koninkrijk, ook in personele unie verbonden zijn met het latere Koninkrijk Hannover.

## Eerste Britse Rijk (1583-1783)

### Begin van Britse overzeese handel
Onder koning Hendrik VII van Engeland, die van 1485 tot 1509 regeerde, werd het overzeese handelssysteem van Engeland opgebouwd, dat later zou uitgroeien tot het overzeese koloniale Britse Rijk. Hendrik bouwde ook het eerste droogdok, in Portsmouth, en verbeterde de kleine Engelse marine. John Cabot kreeg van de koning toestemming om op zoek te gaan naar nieuwe landen. Hij ontdekte Newfoundland in 1497.
De Royal Navy, die opgericht was onder Hendrik VII, werd uitgebreid onder Hendrik VIII van Engeland. Hij verdrievoudigde het aantal oorlogsschepen, en bouwde de eerste grote schepen met zware langeafstandskanonnen. Hij bouwde een netwerk van vuurtorens en bakens die kustvaart vergemakkelijkten, en bouwde verschillende nieuwe dokken.

### Ontdekkingsreizigers
Tijdens de regeerperiode van Elizabeth I van Engeland, koningin van 1558 tot 1603, zeilde Sir Francis Drake de wereld rond tussen 1577 en 1580, als tweede na de Portugees Ferdinand Magellaan. Hij legde ergens in Californië aan, en stichtte Nova Albion (Nieuw Engeland), hoewel dit stuk land niet werd gekoloniseerd. Humphrey Gilbert volgde, bereikte Newfoundland in 1583 en claimde het eiland voor Engeland, maar stichtte geen kolonie. Er waren toen echter reeds seizoensgebonden Europese vissersnederzettingen op het eiland, zoals St. John's, waar hij aanmeerde.
Sir Walter Raleigh stichtte in 1585 de eerste kolonie op Roanoke Island in het huidige North Carolina (V.S.), mede wegens felle conflicten met de inheemse bevolking bliezen de Engelsen het volgende jaar alweer de aftocht.
In 1587 probeerde Walter Raleigh er opnieuw een kolonie, bij een eerstvolgend bezoek daar van Raleigh vier jaar later bleken alle kolonisten raadselachtig verdwenen te zijn.
De Spaans-Engelse Oorlog (1585-1604) brak uit vanwege godsdienstige tegenstellingen tussen het protestantse Engeland en het katholieke Spanje, dat toen op het hoogtepunt van zijn macht was en al een groot koloniaal rijk had. De overwinning op de Spaanse Armada in 1588 zette Engeland op de kaart als maritieme mogendheid.

### Handelsmaatschappijen
Het idee voor het oprichten van de handelscompagnie had zijn oorsprong in de Spaans-Engelse Oorlog (1585-1604), waarbij de kaapvaart een belangrijke rol speelde. De buit van de Portugese kraak, de Madre de Deus door Walter Raleigh, deed de ogen open gaan. Na de ondertekening van het Verdrag van Londen (1604), die de Spaans-Engelse Oorlog eindigde, kon de compagnie zich volledig ontplooien. 
Ze slaagde er niet in een vaste vestigingsplaats te bemachtigen in Indië. Uiteindelijk arriveerden schepen van de Compagnie in India, meerden af bij Surat en stichtten er in 1608 een handelspost. Gedurende de volgende twee jaren slaagde ze erin om een eerste factorij te stichten in de stad Machilipatnam aan de Coromandelkust in de Golf van Bengalen.

### Kolonisatie van het Amerikaanse continent

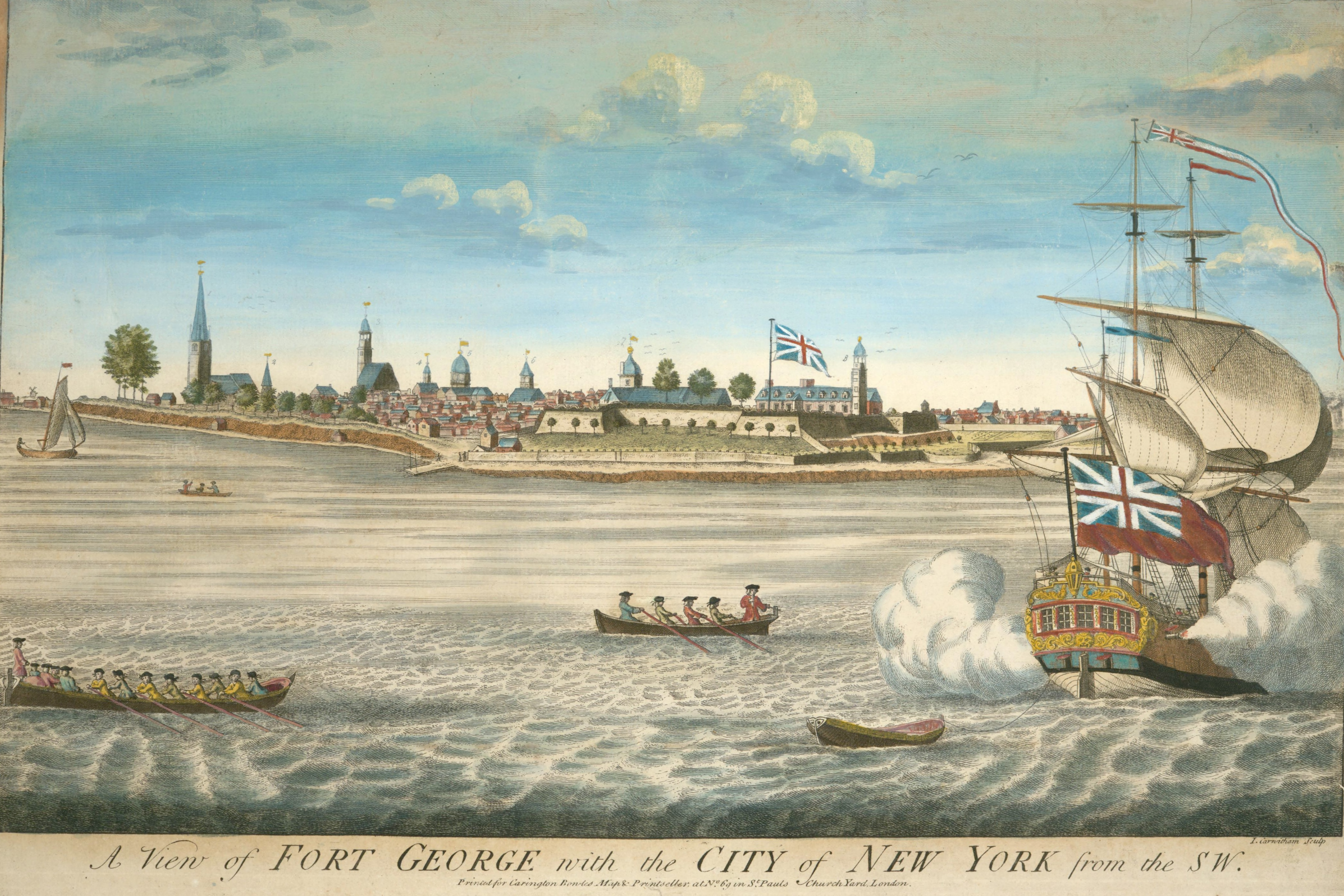
New York in 1731

Tijdens het bewind van Elizabeth I werden echter nog geen blijvende successen geboekt met het stichten van koloniën. Pas tijdens de regering van koning Jacobus I van Engeland werd de eerste permanente Engelse nederzetting buiten Europa in 1607 opgericht in Jamestown, in Virginia. 
Het Britse Rijk begon serieuze vormen aan te nemen vanaf het begin van de 17e eeuw, met Dertien koloniën in Noord-Amerika, die later de Verenigde Staten zouden vormen. Ook in Canada bezat Engeland gebieden, en in de Caraïben werden veel eilanden en eilandjes zoals Jamaica en Barbados gekoloniseerd.
Na de Engels-Nederlandse Oorlogen en de kroning van de Nederlandse stadhouder Willem III van Oranje tot tevens koning Willem III van Engeland (1688) was de koloniale concurrent van Engeland, de Republiek der Zeven Verenigde Nederlanden grotendeels uit de weg geruimd. Engeland kon Nieuw-Amsterdam bemachtigen, en de Amerikaanse kolonies werden steeds meer naar het westen uitgebreid. In 1707 werden de parlementen van Engeland en Schotland verenigd in Londen als het parlement van Groot-Brittannië. Tijdens de Zevenjarige Oorlog konden de Britten de Fransen overwinnen, en konden Nieuw-Frankrijk in 1763 bemachtigen. Hierna hadden de Britten controle over bijna heel Noord-Amerika, met uitzondering van Quebec.

## Tweede Britse Rijk (1783-1837)
De onafhankelijkheid van de Amerikaanse kolonies wordt vaak het einde van het eerste Britse Rijk genoemd. Mercantilisme, de bescherming van de economie door de staat, die de eerste periode van koloniale expansie kenmerkte (bijvoorbeeld de Engelse Scheepvaartwetten) werd langzaamaan vervangen door het economische liberalisme ontwikkeld door Adam Smith en opvolgers zoals Richard Cobden.
Na deze eerste periode van kolonialisme verschoof de aandacht naar Azië en Oceanië, later Afrika. Het verlies van de Verenigde Staten toonde trouwens aan dat kolonies op economisch vlak niet altijd zo'n zegen waren. Groot-Brittannië had nog altijd een monopolie op de handel met zijn ex-kolonies, maar hoefde niet meer te betalen voor de verdediging en het bestuur van deze gebieden.
De kolonisatie van Australië volgde vanaf 1788. Het land trok enorme aantallen kolonisten aan, en de oorspronkelijke bevolking werd verdrongen. Door oorlogen en ziekten die voor de aankomst van de kolonisten niet voor waren gekomen, stierf op sommige plaatsen 60-70% van de oorspronkelijke bewoners.
In 1795 hield de Republiek der Zeven Verenigde Nederlanden op te bestaan en werd een onderdeel van de Eerste Franse Republiek, de Bataafse Republiek. Engeland maakte van deze nieuwe situatie gebruik om de Kaapkolonie in te palmen. Ook Ceylon werd Brits bezit. Ierland werd geïntegreerd in het Verenigd Koninkrijk in 1801.
De grootste opposant tijdens de Franse revolutionaire en napoleontische oorlogen was het Britse Rijk. De Zeeslag bij Trafalgar, onder Horatio Nelson was een keerpunt in de militaire oorlogsvoering. Napoleon Bonaparte veranderde van strategie en richtte in 1806 het Continentaal stelsel in, het sluiten van alle Europese continentale havens voor Britse handelsproducten. Deze periode (1806-1814) was voor het Britse Rijk een moeilijke economische tijd. 
De zogenaamde altruïstische tegenzet was de afschaffing van de slavenhandel (vanaf 1807), en ze begonnen dit principe aan andere landen op te dringen. Tegen 1850 had het Verenigd Koninkrijk de slavenhandel grotendeels opgeruimd. Slavernij zelf werd in de Britse kolonies afgeschaft in 1834, hoewel gedwongen arbeid en de slechte omstandigheden die daarbij gepaard gingen officieus bleven bestaan tot 1920.
In 1810 werd Nederland ingelijfd bij Frankrijk en werd Herman Willem Daendels, gouverneur-generaal van Nederlands-Indië, teruggeroepen naar Europa. De Britten veroverden Java in 1811.
Alhoewel de Verenigde Staten onafhankelijk was, maakte het Britse Rijk hen het leven zuur. Ze maakte van het Continentaal stelsel gebruik om hen een  handelsembargo op te leggen en steunden openlijk de inheemse bevolking. In 1812 verklaarde de Verenigde Staten de oorlog.
Met het Verdrag van Londen (1814) gaf Groot-Brittannië aan Nederland diens voormalige koloniën terug, behalve Berbice, Essequibo, Demerara in de West, de Kaapkolonie in Afrika en Ceylon.
De napoleontische oorlogen eindigden met het Congres van Wenen. De Engelse koning George III werd wederom erkend als koning van Hannover. Hij eigende zich rechtmatig Malta, Ceylon, de Kaapkolonie en Helgoland toe waardoor het overzeese Britse Rijk vergroot werd. Daarbij verbood Groot-Brittannië Denemarken een handelsvloot te bezitten. Groot-Brittannië verkreeg ook de voogdij over de Ionische Eilanden dat sindsdien de Verenigde Staten van de Ionische Eilanden werd genoemd.
Na de val van Napoleon in 1815 was het Verenigd Koninkrijk de succesvolste internationale macht. De Industriële revolutie zorgde voor een ongeëvenaarde economische positie, terwijl de zeeën gedomineerd werden door de Royal Navy. Terwijl rivaliserende machten werden afgeleid door zaken op het vasteland kon het geïsoleerde Verenigd Koninkrijk zich volledig toeleggen op het uitbreiden van zijn economische en politieke invloed door de tactiek van het "informele rijk", gebaseerd op vrije handel en strategische inmengingen. Sommigen beweren dat de opkomst van de vrije handel enkel de Britse economische belangen diende, en niet voortkwam uit oprechte overtuigingen. Het Verenigd Koninkrijk was dan ook veel meer geneigd om vrije handel op te dringen aan andere landen, dan deze toe te passen op zijn eigen markten.
Tijdens de regeerperiode van George IV (1820-1830) en Willem IV (1830-1837) werden enkele nieuwe kroonkolonies gesticht : Gambia (1821), Straits Settlements (1826) en Brits-Guiana (1831).
Tussen het Congres van Wenen van 1815 en de Frans-Duitse Oorlog van 1870 was het Verenigd Koninkrijk de enige volledig geïndustrialiseerde macht in de wereld. Zijn industrie produceerde meer dan 30% van de totale wereldproductie. Als de fabriek van de wereld kon het Verenigd Koninkrijk producten zo goedkoop fabriceren, dat ze in het buitenland vaak goedkoper waren dan de producten uit dat land zelf.

## Victoriaans tijdperk (1837-1901)

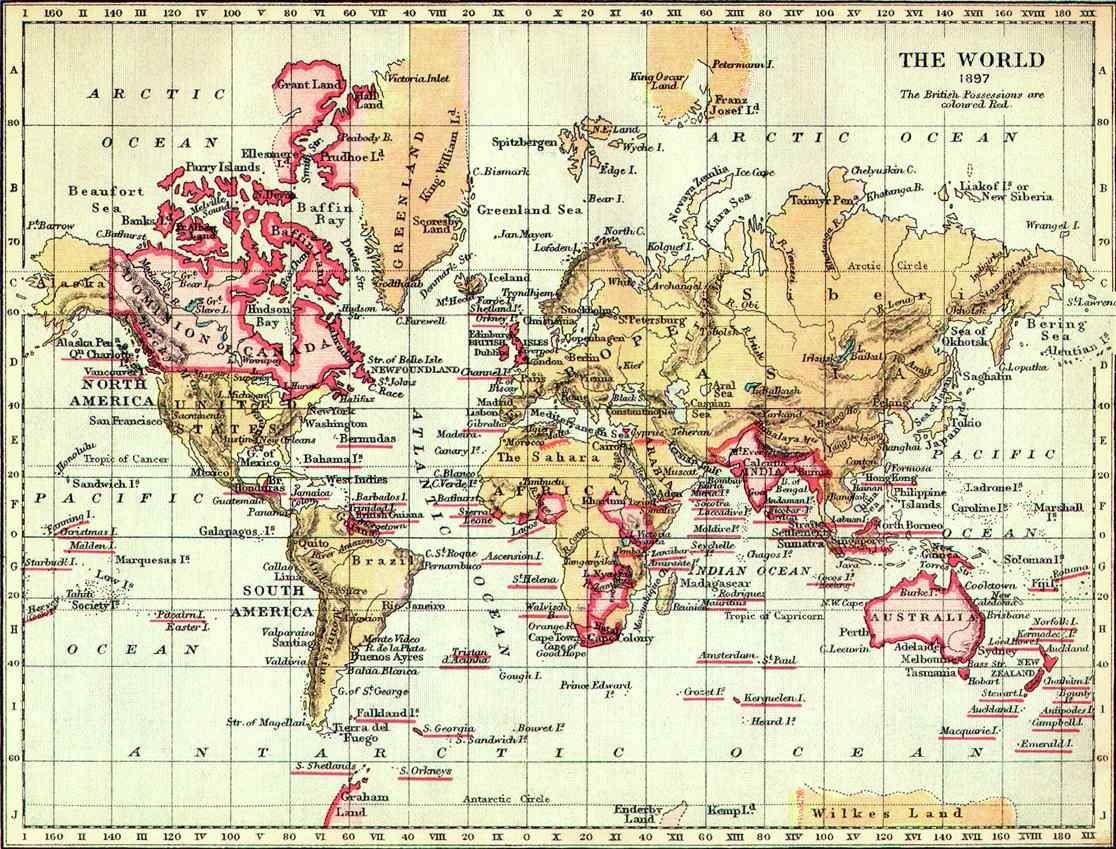
Britse Rijk in 1897

### Imperialisme in Azië

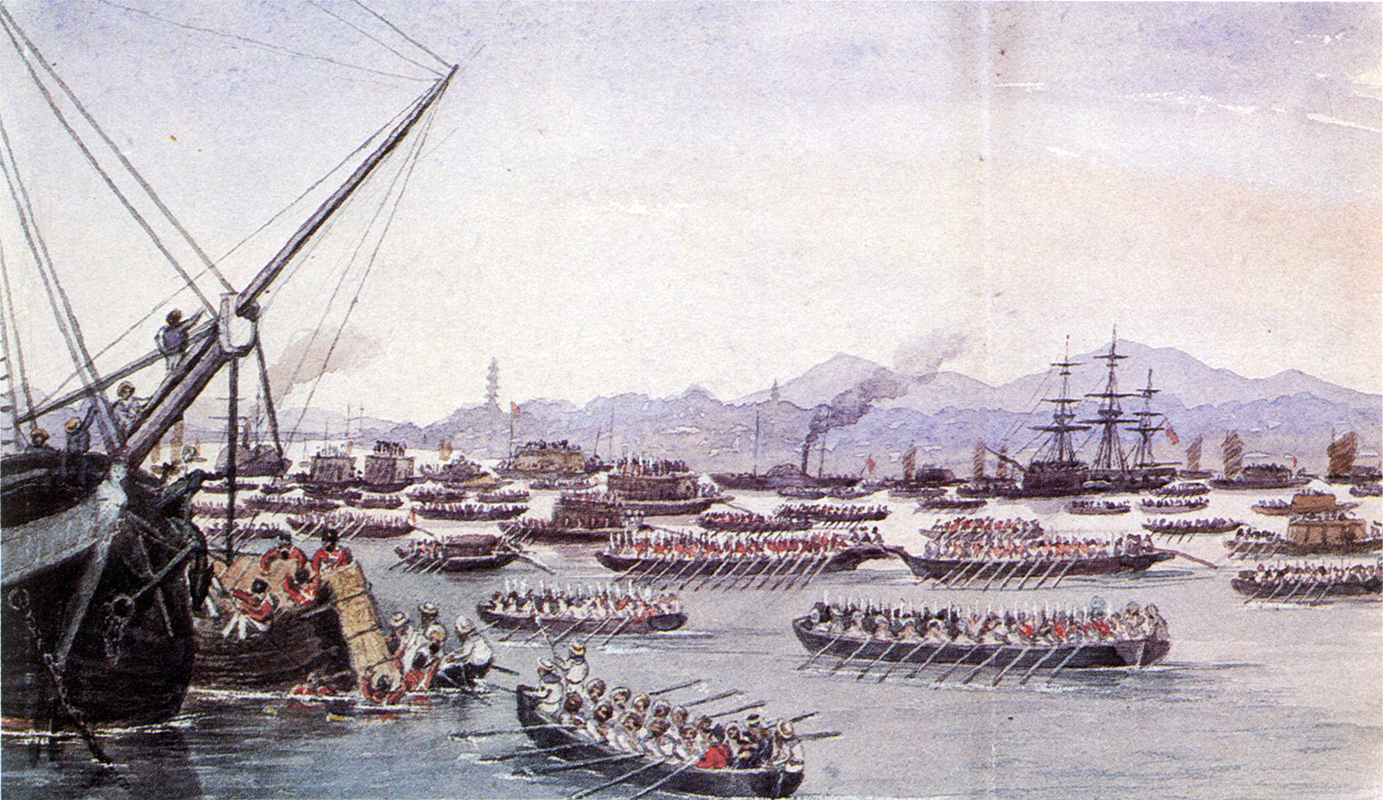
Eerste Opiumoorlog

Ceylon (nu Sri Lanka), een vroegere Nederlandse kolonie, werd opgeëist door de Britten. Sinds 1824 werd Birma toegevoegd aan het Britse Rijk en in 1826 Maleisië. 
Britse interesse in China werd opgewekt aan het einde van de 18e eeuw, toen het Verenigd Koninkrijk een grote importeur van thee werd. Deze handel zorgde voor een bilateraal handelstekort, dat het Verenigd Koninkrijk trachtte op te lossen door opium van India naar China te exporteren, hoewel de Chinezen hiertegen protesteerden. Dit leidde tot de Eerste Opiumoorlog (1839-1842), waarin het Verenigd Koninkrijk China twee zware nederlagen toebracht en Hongkong verkreeg.
Na de Opiumoorlogen had het Verenigd Koninkrijk een complexe relatie met China, de meeste handel met China was geregeld door verdragen. Daarom was het Verenigd Koninkrijk dan ook gesteld op het behouden van de Chinese staat, aangezien het verdwijnen van China gebiedsuitbreiding door andere landen zou toestaan. Anderzijds was het Verenigd Koninkrijk ook tegen een te sterke Chinese staat, die zijn verdragen met het moederland zou kunnen veranderen of opzeggen. Soms hielpen de Britten dus de Chinese leiders opstanden te onderdrukken, en soms voerden ze oorlogen met dezelfde leiders.
In Centraal Azië vond een krachtmeting, de Grote Opzet, plaats met het Keizerrijk Rusland, over de controle van het gebied. Als voorzorgsmaatregel viel het Verenigd Koninkrijk Afghanistan binnen, hoewel het gebied na drie bloedige en onsuccesvolle oorlogen nog altijd niet was overwonnen, voornamelijk dankzij Russische steun. Tijdens de Eerste Engels-Afghaanse Oorlog werd een volledig Brits leger in de pan gehakt door Pashtun-stammen gesteund door Rusland, toen de troepen terugtrokken uit Kaboel in 1842. De Tweede Engels-Afghaanse Oorlog leidde tot de Britse verliezen bij Maiwand in 1880, de bezetting van Kaboel, en de Britse terugtrekking naar India. Dit strategische spel eindigde met de Britse Veldtocht in Tibet van 1903 tot 1904 die veel slachtoffers eiste. De Derde Engels-Afghaanse Oorlog van 1919 deed de Britten zich permanent terugtrekken uit de nieuwe Afghaanse staat.
De overwinning van de Britse Oost-Indische Compagnie in de Slag bij Plassey in 1757 opende het gebied Bengalen aan de Britse regering. Rond 1800 regeerde de Compagnie ongeveer heel India. Na de Muiterij van Sepoy in 1857 werden de gebieden in 1858 rechtstreeks onder de Britse kroon gebracht, Brits-Indië. Koningin Victoria werd in 1876 ook tot Keizerin van India uitgeroepen.

### Oceanië

Herindeling van Australië

Australië werd heringedeeld in nieuwe provincies, het binnenland werd geëxploreerd, de Aboriginals werden verdreven en onderdrukt. In 1841 werd Nieuw-Zeeland bij het Britse Rijk gevoegd. In 1836 meerde HMS Beagle met aan boord de jonge Charles Darwin aan de Cocoseilanden. De eilanden werden in 1857 door de Britten geannexeerd.

### Europa en de Middellandse Zee

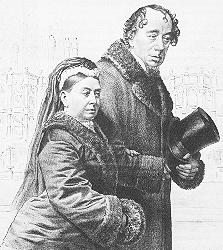
Benjamin Disraeli en koningin Victoria

De ineenstorting van het Ottomaanse Rijk en de expansie van het Keizerrijk Rusland bracht het evenwicht tussen de grootmachten in gevaar. Na de Slag bij Sinop (1853), waarbij de Ottomaanse vloot werd vernietigd, besloten de Britten zich te mengen in de Krimoorlog.
De Britse intrede in dit nieuwe tijdperk wordt meestal geplaatst in 1875, toen de conservatieve regering van Benjamin Disraeli de aandelen in het Suezkanaal overnam van de Egyptische leiders om haar eigen belangen in deze strategische waterweg veilig te stellen. Engels-Franse financiële controle over Egypte eindigde in 1882, toen Egypte een Brits protectoraat werd.
Het Verenigd Koninkrijk nam ook Cyprus in, uit angst voor zuidwaartse Russische uitbreiding. Cyprus zou een basis worden tegen een mogelijke Russische aanval op het Ottomaanse Rijk. 

### Noord en Zuid-Amerika
Met het Verdrag van Oregon van 1846 werd de grens met de Verenigde Staten vastgelegd en met de British North America Act van 1867 werd de Canadese Confederatie erkend en werd Canada het eerste dominion.
De Britten hadden reeds Brits-Guiana in handen in Zuid-Amerika en in 1862 voegden ze er Brits-Honduras bij.

### Het nieuwe imperialisme en de stormloop op Afrika

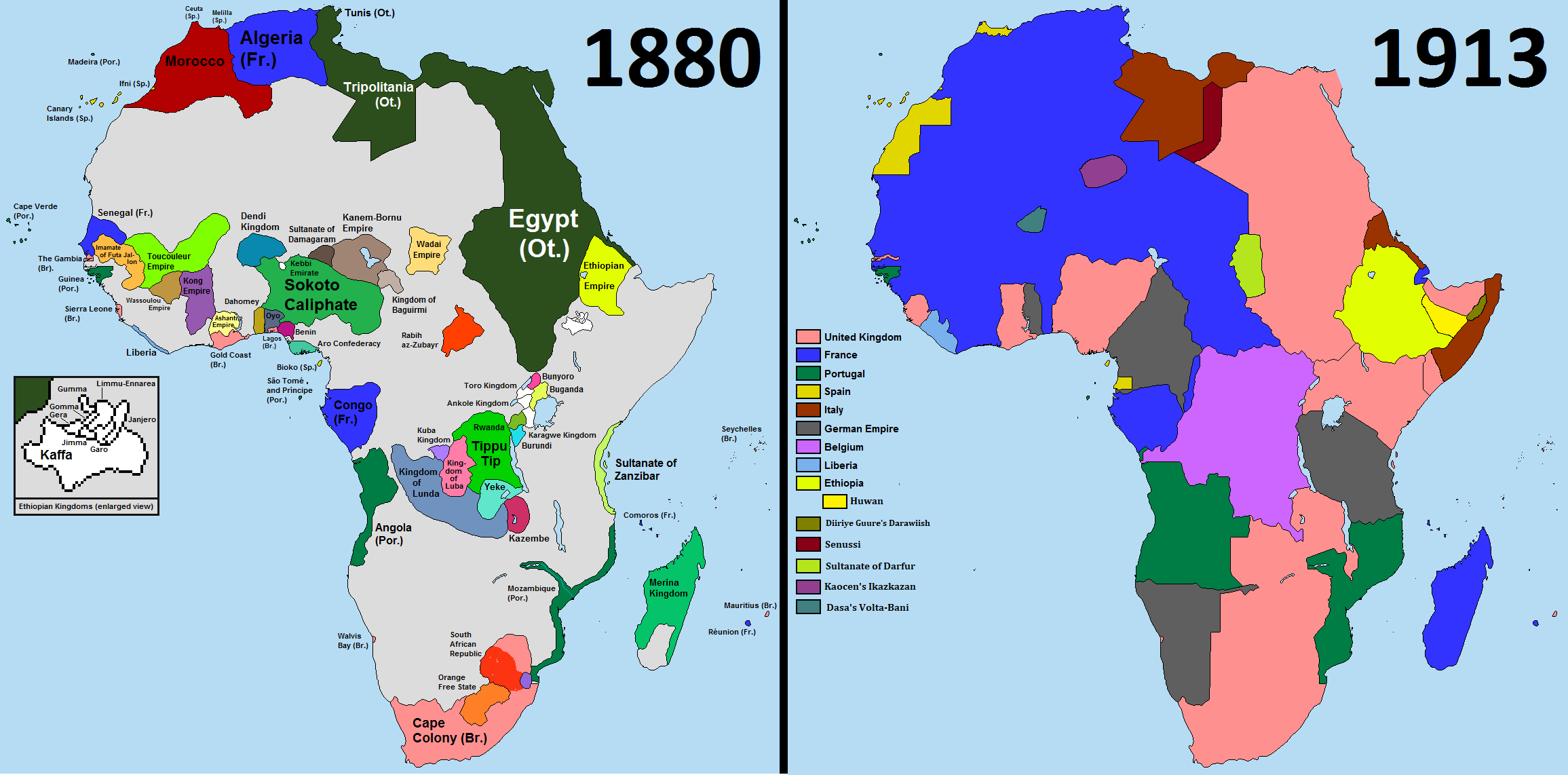
Wedloop om Afrika

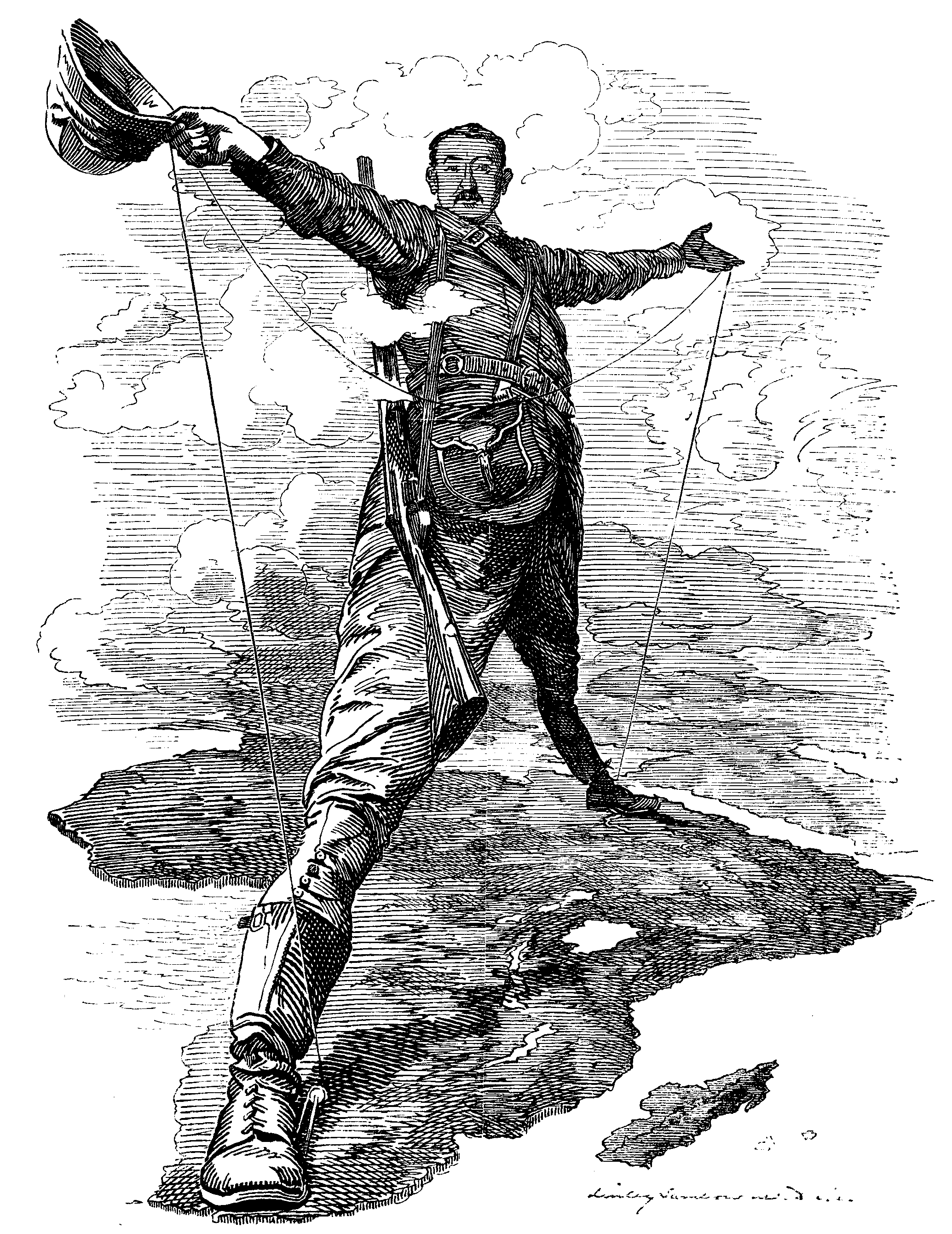
Cecil Rhodes ijverde voor een rijk van Kaap tot Caïro

De ideologie van de Europese koloniale expansie tussen 1870 en de Eerste Wereldoorlog wordt vaak het nieuwe imperialisme genoemd. De periode wordt gekenmerkt door een nooit eerder gezien streven naar een rijk omwille van een rijk, agressieve wedijver naar overzeese gebieden, en het ontwaken van gedachten over raciale superioriteit.
Tijdens deze periode voegden de Europese landen zo'n 23 miljoen km² toe aan hun koloniale bezittingen. Afrika werd het doelwit van deze nieuwe imperialistische golf. 
In 1875 waren de twee belangrijkste Europese bezittingen in Afrika Algerije en de Kaapkolonie. Tegen 1914 waren enkel Ethiopië (zonder Eritrea) en Liberia geen kolonies. De overgang van een informeel rijk van economische dominantie naar rechtstreekse controle nam de vorm aan van een stormloop naar gebied. Tussen 1885 en 1914 had het Verenigd Koninkrijk zo'n 30% van de Afrikaanse bevolking onder zich, tegenover 15% voor Frankrijk, 9% voor Duitsland, 7% voor België en 1% voor Italië.
De Wedloop om Afrika begon met de Franse, Belgische en Portugese exploraties in het Congobekken en Centraal-Afrika. In 1874 kwam Edwin Arnold met het Kaap-Caïro-spoorweg-plan. Met Cecil Rhodes begon het plan vorm te krijgen.
Na de bezetting van Tunesië door de Fransen palmden de Britten Egypte in, in 1882, om hun belangen in het Suezkanaal veilig te stellen. 
De Koloniale Conferentie van Berlijn (1884-1885) trachtte een regeling te vinden tussen de grootmachten, om effectieve bezetting van een gebied te zien als een criterium voor internationale erkenning van een territoriale aanspraak. Er was een verschil tussen theorie en praktijk en dat leidde tot conflicten, bijvoorbeeld het Fashoda-incident in september 1898 tussen het Britse en het Franse leger of het Brits ultimatum van 1890 met Portugal.
Tijdens de Koloniale Conferentie van 1897 onder leiding van Joseph Chamberlain concludeerden de Britse machtige industriële lobby's en regeringsleiders, dat een zo groot mogelijk rijk als een voorwaarde voor Britse overleving te zien. Moderne historici zien het Britse nieuwe imperialisme dan ook als een effect van de verminderende Britse invloed in de wereld, in plaats van de sterkte ervan.
De annexatie van de Zuid-Afrikaansche Republiek in 1877 leidde tot de Eerste Boerenoorlog. De vondst van goudmijnen in de Zuid-Afrikaansche Republiek leidde tot de wens van de Britten tot een volledige overname van Zuid-Afrika, de Tweede Boerenoorlog (1899-1902). Deze oorlog, die door de Boeren werd verloren, is gekend voor de in gebruik name van de eerste concentratiekampen. Uiteindelijk werd de Transvaal in 1902 een Britse kolonie.

### Zelfbestuur inblankekolonies
Edmund Barton werd de eerste premier van het Verenigd Australië in 1901. Tijdens de 1902 Colonial Conference ijverde Joseph Chamberlain voor een Imperial Federation, een orgaan die streefde naar gemeenschappelijke, een imperiale economische unie of douane-unie met vrije handel binnen het rijk en tarieven tegen goederen van buiten het rijk en een verenigd militaire structuur. Deze plannen werden niet goedgekeurd. 
Met de 1907 Imperial Conference kregen Newfoundland en Nieuw-Zeeland, naast Canada en Australië, de status van dominion. In 1910 werden de verschillende Zuid-Afrikaanse koloniën gebundeld in de dominion de Unie van Zuid-Afrika. De Ierse en Indische kwestie werden niet aangepakt.
De Russisch-Japanse Oorlog (1904-1905) en de Duits-Britse vlootwedloop legde de problematiek van een gemeenschappelijk militair apparaat terug op tafel. De buitenlandse zaken van de dominions werden nog steeds door het Verenigd Koninkrijk bepaald. De dominions hadden echter een aanzienlijke vrijheid op vlak van buitenlandse zaken wanneer dit niet expliciet in conflict kwam met Britse belangen.
De Britse oorlogsverklaring aan het begin van de Eerste Wereldoorlog gold dan ook voor alle dominions. De dominions leverden onschatbare militaire, financiële en materiële steun. Meer dan 2,5 miljoen mannen, evenals vele duizenden vrijwilligers uit de kroonkoloniën, dienden in het Britse leger.

### Ineenstorting van dePax Britannica
De lessen die Groot-Brittannië had geleerd na het verlies van de Verenigde Staten, dat zelfs ex-kolonies nog altijd op economisch vlak erg waardevol zijn, droeg bij tot het toekennen van een eigen regering aan Canada en Australië (zie dominion). De bewoners van deze gebieden, die meestal van Europese afkomst waren, werden gezien als voorposten van het moederland. Het einde van het oude koloniale systeem en slavernij werd aangevuld met het aannemen van de vrije handel, waardoor oude wetten zoals de Engelse Scheepvaartwetten in de jaren 1840 werden afgeschaft.
Het Verenigd Koninkrijk was het eerste geïndustrialiseerde land ter wereld, en bezat enorme gebieden als afzetmarkten of als leveranciers voor goedkope ruwe grondstoffen. In 1851 werd in Londen de eerste wereldtentoonstelling gehouden, een beurs voor cultuur en industrie, die de oppermacht van het Britse Rijk etaleerde.
Deze situatie begon echter om te slaan eind de 19e eeuw, toen andere landen eveneens begonnen te industrialiseren. Tegen 1870 had de Britse industrie voor het eerst echte concurrenten. Industrialisatie verliep snel in Duitsland, België en de Verenigde Staten, waardoor ze de oude Britse en Franse kapitalisten konden overschaduwen. De Duitse textielfabrieken en metaalindustrie waren bijvoorbeeld in 1870 geavanceerder dan hun Britse tegenhangers.
Hoewel banken, verzekeringen en transportindustrie de Britse economie op peil konden houden, was haar aandeel van een kwart in 1880 teruggevallen tot een zesde in 1913. Het Verenigd Koninkrijk was niet alleen de markt aan het verliezen in nieuwe geïndustrialiseerde landen, maar begon ook zijn alleenrecht op handel met India, China, Latijns-Amerika en de Afrikaanse kusten te verliezen.
Tijdens de depressie van 1873 tot 1896 leed de Britse economie zwaar, waardoor de regering gedwongen werd om haar eigen industrie te promoten. Het land gaf de vrije handel, een Britse uitvinding, op.

## Interbellum
De nasleep van de Eerste Wereldoorlog bracht het Britse Rijk zijn laatste gebiedsuitbreiding, toen het land mandaatgebieden kreeg van de Volkerenbond in Palestina en Irak na de ineenstorting van het Ottomaanse Rijk. De vroegere Duitse kolonies Duits-Oost-Afrika, Duits-Zuidwest-Afrika en Nieuw-Guinea kwamen ook onder Brits bestuur te staan, via de dominions. Voormalig Duits Zuidwest-Afrika werd geregeerd door Zuid-Afrika, en Nieuw-Guinea door Australië. De Britse bezettingszone in Duitsland maakte geen deel uit van het Rijk.
Hoewel het Verenigd Koninkrijk de oorlog beëindigde als een van de overwinnaars, en hoewel de oppervlakte ervan aanzienlijk was uitgebreid, ondermijnden de zware kosten van de oorlog tegelijkertijd het onderhoud van dit enorme rijk. De Britten hadden enorme verliezen geleden, zowel qua manschappen als qua economische middelen, en de verre kolonies in Azië en Afrika raakten onderbemand. Nationalisme kwam de kop opsteken in zowel oude als nieuwe gebieden, en veel kleurlingen wilden wraak nemen voor de discriminatie die ze hadden moeten ondergaan tijdens hun dienst voor het Rijk.
De Ierse Vrijstaat, dat een dominion werd in 1921, scheidde zijn formele grondwettelijke band met de kroon in 1937, waarmee de Ierse Republiek was geboren. Het land trad officieel uit het Gemenebest in 1949. Egypte, dat formeel onafhankelijk was vanaf 1922, maar omwille van een verdrag en een partiële bezetting tot 1956 toch gebonden bleef aan het Verenigd Koninkrijk, beëindigde ook alle grondwettelijke banden met het Verenigd Koninkrijk. Irak, dat een Brits protectoraat werd in 1922, werd eveneens compleet onafhankelijk in 1932.
Tijdens de jaren 1920 veranderde de status van de dominions enorm. Hoewel de dominions geen formele stem hadden gehad in de oorlogsverklaring van 1914, werd elk dominion apart opgenomen in de Vrede van Versailles, die onderhandeld was door een Britse delegatie. In 1922 leidde de aarzeling van de dominions om deel te nemen aan een militaire operatie tegen Turkije tot een compromis. Met de Balfour-declaratie van 1926 en het Statuut van Westminster van 1931 werd de volledige onafhankelijkheid van de dominions geregeld. Elk dominion was vanaf nu gelijk in status met het Verenigd Koninkrijk zelf, zowel qua legislatieve materie als internationale relaties. Canada was het eerste dominion dat een internationaal verdrag onafhankelijk afsloot, in 1923. Australië volgde in 1940. Tijdens de 1926 Imperial Conference werd de Commonwealth of Nations opgericht.

## Tweede Wereldoorlog
De Britse oorlogsverklaring aan Duitsland in 1939 was niet bindend voor de dominions, buiten Australië, die het Statuut van Westminster nog niet aanvaard hadden. De andere dominions verklaarden op zichzelf de oorlog, behalve Ierland, dat het jaar daarvoor alle Britse troepen van zijn gebied had laten terugtrekken, en dat besloot om neutraal te blijven, wat het de hele oorlog deed.
De Tweede Wereldoorlog tegen Nazi-Duitsland verzwakte de commerciële en financiële positie van het Verenigd Koninkrijk op enorme schaal, en versterkte de positie van zijn kolonies en de Verenigde Staten. De Australische eerste minister John Curtin besloot bijvoorbeeld om in 1942 de Australische troepen die bestemd waren voor de verdediging van de Britse kolonie Birma terug te trekken en in te zetten om zijn eigen land te verdedigen. Dit was een teken aan de wand dat de dominions niet langer hun eigen belangen zouden onderschikken aan het Verenigd Koninkrijk.

## Dekolonisatie

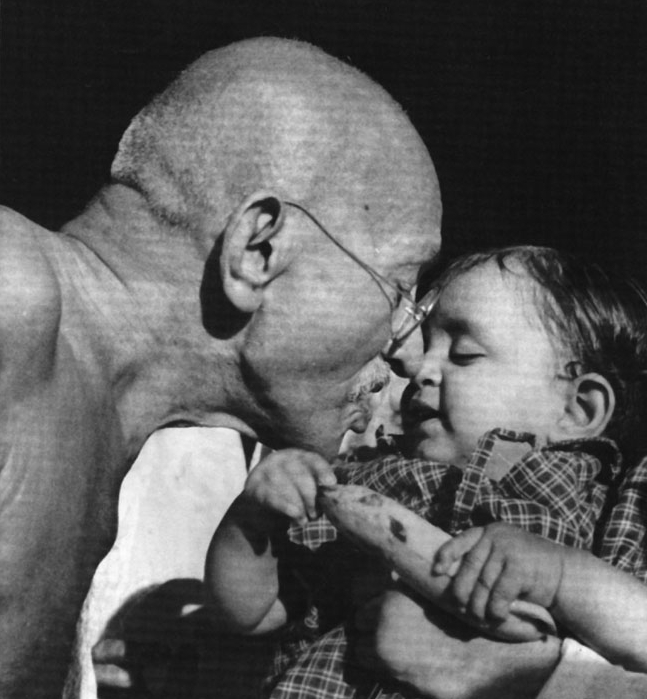
Mahatma Gandhi was een leider van de Indiase onafhankelijkheidsbeweging

Alhoewel het Verenigd Koninkrijk bij de overwinnaars van de Tweede Wereldoorlog behoorde, was het bankroet en was ze verplicht haar standpunt over de Britse werelddominantie te herzien. Het land ging een lening aan bij de Verenigde Staten en aanvaardde haar strategisch overwicht. De linkse regering van Clement Attlee was pro-dekolonisatie.
De onafhankelijkheid van India in 1947 betekende het einde van een 40 jaar durende nationalistische strijd. Het land werd opgesplitst in India en Pakistan. De deling van Brits-Indië kostte honderdduizenden levens. Birma en Ceylon werden onafhankelijk in 1948.
Transjordanië kreeg zijn onafhankelijkheid in 1946. Het Mandaatgebied Palestina werd onder toezicht van de Verenigde Naties verdeeld in Palestina en de nieuwe staat Israël. De Palestijnen waren het oneens met verlies van een groot deel van hun land, het begin van de Arabisch-Israëlische Oorlog van 1948.
Ierland scheurde zich volledig af in 1949.
In 1951, sloten Australië en Nieuw-Zeeland het ANZUS-verdrag met de Verenigde Staten, dat bleef gelden tot 1985. Bij het aantreden van koningin Elizabeth II werden de dominions afgeschaft en vervangen door de Commonwealth realm.

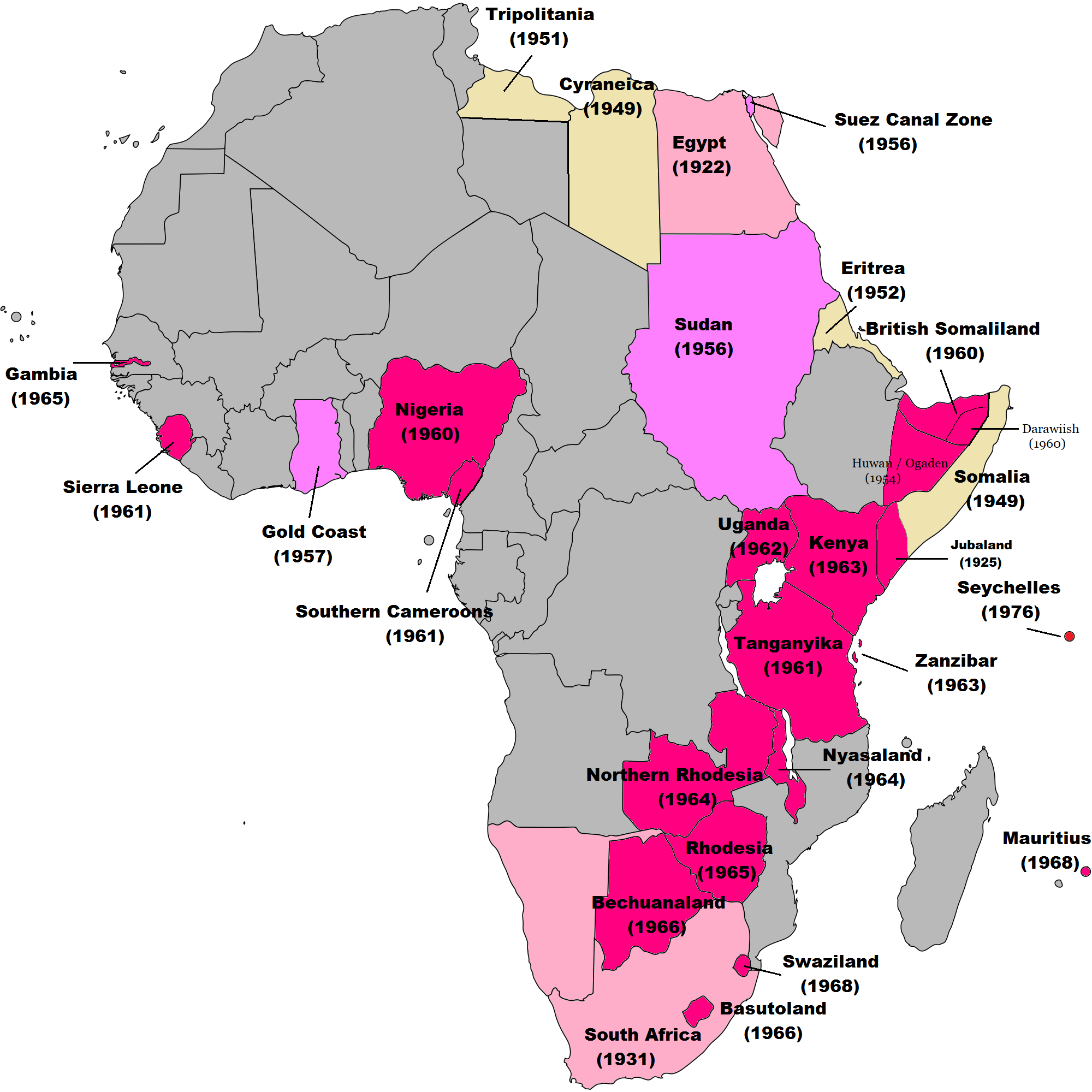
Jaren waarin gebieden onafhankelijk werden van het Britse Rijk

Her en der kwam de dekolonisatie in het Britse Rijk op gang. Het meest in het oog springend was het enorme tempo in Afrika. Het begon met een Staatsgreep in Egypte in 1952, die zal uitmonden in de vernederende Suezcrisis in 1956, waarbij de Verenigde Staten de Engels-Franse inmenging in Egypte afkapte en de verzwakte positie van het Verenigd Koninkrijk toonde. Later volgde de Mau Mau-opstand (1952-1960) in Kenia en de Eerste Soedanese Burgeroorlog (1955-1972).
Tussen 1957 en 1968 werden volgende Britse kolonies onafhankelijk. Ghana's onafhankelijkheid in 1957 werd gevolgd door die van Nigeria (1960), Sierra Leone en Tanganyika (1961), Oeganda (1962), Kenia en Zanzibar (1963), Gambia (1965), Botswana en Lesotho (1966), en Swaziland (1968).
Blanke dominantie in Zuid-Afrika leidde uiteindelijk tot de apartheid, vanaf 1948 ook in wettelijke gedaante. Protesten hiertegen leidden in 1961 tot het uittreden van Zuid-Afrika uit het Gemenebest; in 1994, dus in het jaar van de eerste multi-raciale verkiezingen na de afschaffing van de apartheid, werd het weer lid.
De door blanken gedomineerde Federatie van Rhodesië en Nyasaland werd beëindigd door de onafhankelijkheid van Malawi en Zambia in 1964. Zuid-Rhodesië verklaarde zich in 1965 eenzijdig onafhankelijk als Rhodesië met een blank minderheidsregime, om daarmee een zwart meerderheidsbewind te voorkomen. Steun van de Zuid-Afrikaanse regering hield het Rhodesische regime staande tot 1979, toen het overging in het hedendaagse Zimbabwe.
Een guerrillaoorlog van Griekse nationalisten dwong de Britten Cyprus onafhankelijk te maken in 1960. Malta kreeg zijn onafhankelijkheid in 1964. 
Het grootste deel van de Britse Caraïbische gebieden werd apart afhankelijk na het uiteenvallen van de West-Indische Federatie (1958-1962): Jamaica en Trinidad en Tobago (1962) werden gevolgd door Barbados (1966) en de kleinere eilanden van de oostelijke Caraïben (1970-1990). Britse afhankelijke gebieden ondergingen een gelijkaardig dekolonisatieproces.
In de jaren zestig werd het Gemenebest herzien. De snelle uitbreiding van het Gemenebest na de dekolonisatie zorgde ervoor dat de nieuwe onafhankelijke landen de oprichting van het Gemenebest-secretariaat Commonwealth Secretariat eisten, en daarna de oprichting van de Commonwealth Foundation. Deze decentralisatie van de macht vereiste een herformulering van de vergaderingen. In plaats van dat de bijeenkomsten altijd in Londen werden gehouden, wisselden ze over het lidmaatschap, afhankelijk van het vermogen van de landen om de bijeenkomsten te organiseren: te beginnen met Singapore in 1971. Deze bijeenkomsten werden omgedoopt tot de Commonwealth Heads of Government Meetings om zo de groeiende diversiteit van de constitutionele structuren in het Gemenebest te weerspiegelen. Een van deze samenkomsten leidde tot de Lancaster House Agreement van 1979, waarbij de onafhankelijkheid van Zimbabwe werd erkend.

## Einde van het imperium
De laatste militaire interventie van het Britse Rijk was de Falklandoorlog in 1982. Politieke inmenging werd afgeschaft met de Canada Act in 1982, de Australia Act 1986 en de Constitution Act 1986 in Nieuw-Zeeland.
In 1984 kreeg Brunei zijn onafhankelijkheid en er kwam een einde aan de Britse 99 jaar durende leen van de 'New Territories' bij Hongkong en werden die samen met Hongkong teruggegeven aan China in 1997.
De overige Britse territoria werden in 2002 samengevoegd onder de Britse overzeese gebieden.

## Omvang
Op het hoogtepunt van zijn omvang in 1921 bestond het Britse Rijk uit de volgende gebieden: (in vet gedrukt thans (2020) nog Britse overzeese gebieden)

### Afrika
- Anglo-Egyptisch Soedan (thans Soedan en Zuid-Soedan)
- Ascension
- Beetsjoeanaland (thans Botswana)
- Brits-Somaliland (thans de jure deel van Somalië, de facto onafhankelijk als Somaliland)
- Brits-Togoland (thans van Ghana)
- Brits-Kameroen (thans deel van Kameroen en Nigeria)
- Britse Goudkust (thans Ghana)
- Egypte
- Kenia
- Mauritius
- Nigeria
- Gambia
- Seychellen
- Noord-Rhodesië (thans Zambia)
- Nyasaland (thans Malawi)
- Oeganda
- Sierra Leone
- Sint-Helena
- Swaziland
- Tanganyika en Zanzibar (thans Tanzania)
- Tristan da Cunha
- Unie van Zuid-Afrika - inclusief Lesotho
- Zuid-Rhodesië (thans Zimbabwe)
- Zuidwest-Afrika (thans Namibië)

### Noord-Amerika
- Bahama-eilanden
- Bermuda
- Brits-Honduras (thans Belize)
- Britse Benedenwindse Eilanden bestaande uit:
  - Anguilla
  - Antigua en Barbuda
  - Britse Maagdeneilanden
  - Dominica
  - Montserrat
  - Saint Christopher en Nevis
- Canada
- Britse Bovenwindse Eilanden bestaande uit:
  - Barbados
  - Grenada
  - Saint Lucia
  - Saint Vincent en de Grenadines
- Jamaica (inclusief de Turks- en Caicoseilanden)
- Kaaimaneilanden
- Newfoundland
- Trinidad en Tobago

### Zuid-Amerika
- Brits-Guiana
- Zuid-Georgia en de Zuidelijke Sandwicheilanden
- Falklandeilanden

### Antarctica
- Brits Antarctisch Territorium

### Azië
- Aden (kolonie) en Aden (protectoraat) (thans deel van Jemen)
- Afghanistan
- Bhutan
- Brits-Ceylon
- Brunei
- Cyprus (Akrotiri en Dhekelia zijn thans nog Brits)
- Hongkong
- Brits-Indië (thans India, Pakistan, Bangladesh en Myanmar)
- Gefedereerde Maleise Staten (thans van Maleisië)
- Johor (thans deel van Maleisië)
- Kedah (thans deel van Maleisië)
- Kelantan (thans deel van Maleisië)
- Koeweit
- Maldiven
- Mesopotamië (thans Irak)
- Palestina (thans Israël, Jordanië en Palestina)
- Nepal
- Brits Noord-Borneo
- Oman en Muscat (thans Oman)
- Perlis (thans deel van Maleisië)
- Qatar
- Sarawak (thans deel van Maleisië)
- Straits Settlements (thans Singapore en deel van Maleisië)
- Terengganu (thans deel van Maleisië)
- Verdragsstaten (thans Verenigde Arabische Emiraten)
- Wei-Hai-Wei (thans Weihai in China)

### Europa
- Gibraltar
- Guernsey
- Jersey
- Malta
- Man
- Verenigd Koninkrijk van Groot-Brittannië en Ierland (thans het Verenigd Koninkrijk en Ierland)

### Oceanië
- Australië
- Brits-Nieuw-Guinea (zuidelijk deel van het hedendaagse Papoea-Nieuw-Guinea)
- Britse Salomonseilanden
- Gilbert- en Ellice-eilanden (thans Kiribati en Tuvalu)
- Fiji
- Nauru
- Nieuw-Zeeland
- Pitcairneilanden
- Tonga

## Britse gebieden verloren vóór 1921
- Dertien Koloniën, de latere Verenigde Staten
  - Delaware
  - Maryland
  - New Jersey
  - Virginia
  - Massachusetts
  - New York
  - New Hampshire
  - Rhode Island
  - Georgia
  - North Carolina
    - Roanoke, later deel van North Carolina

  - South Carolina
  - Connecticut
  - Pennsylvania
  - Gebied tussen de 13 koloniën en de rivier de Mississippi.
- Middeleeuwse gebieden in Frankrijk.
- Helgoland vanaf 1807, in 1890 afgestaan aan het Duitse Rijk in ruil voor het intrekken van Duitse claims op Zanzibar.
- Er bestond een personele unie met het keurvorstendom, later koninkrijk, Hannover vanaf de troonsbesteiding van koning George I op 1 augustus 1714 tot de dood van Willem IV op 20 juni 1837.
- Oost-Florida en West-Florida, afgegeven aan Spanje, werd later deel van de Verenigde Staten.
- Delen van Oregon (betwist door VS, Spanje en Rusland, later aan Verenigde Staten gegeven)
- Hawaï vanaf 25 februari 1843 tot 28 november 1843; geannexeerd door de VS op 7 juli 1898.
- Ionische Eilanden vanaf 1809, afgestaan aan Griekenland 1864.
- Minorca vanaf 1708, afgestaan aan Spanje in 1802 (Vrede van Amiens).
- De Miskitokust was een Brits protectoraat van 1655 tot 1850.
- Suriname, afgestaan aan Nederland in 1667 (Vrede van Breda)